# La Garde-Freinet
Garde-Freinet – miejscowość i gmina we Francji, w regionie Prowansja-Alpy-Lazurowe Wybrzeże, w departamencie Var.
Według danych na rok 1990 gminę zamieszkiwało 1465 osób, a gęstość zaludnienia wynosiła 19 osób/km² (wśród 963 gmin regionu Prowansja-Alpy-W. Lazurowe Garde-Freinet plasuje się na 315. miejscu pod względem liczby ludności, natomiast pod względem powierzchni na miejscu 65.).